# Formula AS
Formula AS este o revistă săptămânală din România, deținută de Sânziana Pop.
Este o revistă citită de femei fără a se adresa explicit acestora.
Tipărită pe hârtie de ziar, în format A3 și cu un sumar atipic, „Formula AS” a reprezentat ultimul mare succes de presă românesc al anilor '90.
Cu un preț de copertă foarte scăzut, publicația a sugrumat așa-numita piață a revistelor de femei mass market sau low market, datorită tirajului colosal atins în epocă, de aproximativ 400.000 de exemplare vândute.